# Cyatholipus hirsutissimus
Cyatholipus hirsutissimus är en spindelart som beskrevs av Simon 1894. Cyatholipus hirsutissimus ingår i släktet Cyatholipus och familjen Cyatholipidae. Inga underarter finns listade i Catalogue of Life.